# Comuna Pravdivka, Iarmolînți
Pravdivka (în ucraineană Правдівка) este o comună în raionul Iarmolînți, regiunea Hmelnîțkîi, Ucraina, formată din satele Pravdivka (reședința) și Vîhîlivka.

## Demografie
Componența lingvistică a comunei Pravdivka
     Ucraineană (98,2%)
     Rusă (1,56%)
     Alte limbi (0,16%)
Conform recensământului din 2001, majoritatea populației comunei Pravdivka era vorbitoare de ucraineană (98,2%), existând în minoritate și vorbitori de rusă (1,56%).